# 大楽源太郎
大楽 源太郎（だいらく げんたろう）は、幕末期の武士・長州藩士。

## 生涯
萩城下に萩藩（長州藩）重臣で寄組児玉若狭の家臣である山県信七郎の子として誕生した。幼くして児玉氏の給領地がある吉敷郡台道村（山口県防府市台道）に移住し、天保14年（1843年）12歳にして、主命により同地の大楽助兵衛の養嗣子となる。

### 尊皇攘夷
青年期に太田稲香、僧月性、広瀬淡窓らの門下に学び、勤皇思想を身に付け、また久坂玄瑞らと知己となる。安政4年（1857年）に師月性とともに上京し、以後京都において梁川星巌、梅田雲浜、頼三樹三郎、西郷吉之助らと交流を深めるが、翌5年（1858年）から始まった安政の大獄を受け急遽帰藩。幕府の手前もあり、藩命により蟄居を命ぜられる。その後脱藩して水戸に赴き、大老井伊直弼の襲撃を計画するが、未然に発覚して再び禁固に処せられる。
赦免の後、久坂、高杉晋作らと協力して積極的に尊王攘夷運動を推進。元治元年（1864年）5月には大和国丹波市（現在の天理市）において画家の冷泉為恭を暗殺。同年に起こった禁門の変においては書記として参陣。長州藩の敗戦を受けて再度山口へと逃れ、慶応元年（1865年）高杉の功山寺挙兵に呼応して宮市に忠憤隊を組織した。同2年（1866年）には、故郷台道に私塾敬神堂（別称西山書屋）を開設、明治2年（1869年）までに多くの門人を育てた（後の内閣総理大臣寺内正毅もここに学んだ一人である）。

### 大村益次郎暗殺事件
しかし同年、大村益次郎暗殺事件が勃発。犯人の神代直人、団紳二郎らが門下生であったことから首謀者の嫌疑を受け、幽閉を命ぜられる。翌3年（1870年）、多くの門下生が奇兵隊脱隊騒動を起こすと、再び首謀者の嫌疑を受け藩庁から出頭を命ぜられる。ここに至りついに山口より脱走し、豊後姫島に潜伏した後、豊後鶴崎において河上彦斎と語らって二卿事件を企てるも失敗。さらに久留米に走って応変隊を頼るが、新政府からの追及を受けた同隊隊士の川島澄之助らの手によって、明治4年3月16日（1871年5月5日）に斬殺された（久留米藩難事件）。
勝海舟は「大楽源太郎は善さそうな男だったよ。あまり度々会った事はなかったが、話せる奴らしかった。長州人には珍しい男さ」と評した。